# مرداس (اسم)
مرداس هو اسم علم مذكر من أصل عربي، ومعناه هو الحجر يرمى في البئر ليسبر ماؤه ويعرف أن فيه ماءً أو ناضبًا من الفعل ردس القوم بحجر قذفهم به.

## الأصل اللغوي
المِرْدَاسُ  : تردَّى وسقط.
مرداس  - جمع،  مراديس  - (اسم)
1- مرداس  : شيء صلب عريض يدك به
2- مرداس  : رأس
3- مرداس  : حجر يلقى في البئر ليعرف أفيها ماء أم لا

## شخصيات تحمل الاسم
- مرداس ابن ابي عامر السلمي
- مرداس العنبري
- مرداس المعلم
- مرداس بن عبد الرحمن
- مرداس بن عبد سعد السعدي
- مرداس بن عروة العامري
- مرداس بن قيس الدوسي
- مرداس بن مالك الغنوي
- مرداس بن مروان

## وصلات خارجية
- موسوعة السلطان قابوس لأسماء العرب